# Jacques Kalaydjian
Jacques Kalaydjian, plus connu sous le pseudonyme de Jicka, né le 17 juin 1925 au Raincy en Seine-et-Oise et mort le 15 mai 2005 à Lisieux,, est un dessinateur français d'origine arménienne de bande dessinée, principalement connu pour les séries Les Pieds nickelés.

## Biographie
Durant sa jeunesse, il exerce différents métiers. Il est tour à tour cordonnier, pâtissier, réparateur de poste de radio et intervalliste et acteur de second plan au cinéma. Enfin, en 1941, il devient dessinateur dans le journal L’Épicier.
En 1946, il réalise sa première bande dessinée dans Cadet Journal avec Les Aventures du Petit Dédé puis, l’année suivante, il apparaît dans les pages de l’Almanach Vermot. En 1948, il crée Les Mésaventures de Pachydou pour les éditions S.E.T.L et dessinera également dans L'Os à moelle, Le Hérisson, Paris Jour, Vaillant et Pilote.
C’est en 1969 qu’il arrive à la Société parisienne d'édition et entre dans l’univers du Journal des Pieds Nickelés et Trio, où il sera le coloriste de Pellos avant que l'éditeur ne lui confie sa succession pour ces mêmes Pieds Nickelés dont il créera six albums.
Il participera au Festival du Dessin de Presse et d'Humour de Louviers de 1998 à 2004 et remportera le prix du public en 1999.
Jicka est aussi l’auteur de citations d’humour noir : 
- « Avis aux morts : - Il est formellement interdit de ronfler durant son sommeil éternel afin de ne pas réveiller ses voisins qui reposent en paix » ;
- « Paix à mes cendres. - Prière de ne pas éternuer » ;
- « Mourir de rire c'est se fendre la pipe sans la casser ».

Jacques Kalaydjian a vécu à Chelles pendant plus de trente-cinq ans, ce qui a influencé le scénario de l’album Les Pieds Nickelés en voient de toutes les couleurs dont l’action se déroule en partie dans cette ville.